# Чентро 20 (Рим)
Чентро 20 је насеље у Италији у округу Рим, региону Лацио.
Према процени из 2011. у насељу је живело 61 становника. Насеље се налази на надморској висини од 9 м.